# Acrodon
Az Acrodon a szegfűvirágúak (Caryophyllales) rendjébe, ezen belül a kristályvirágfélék (Aizoaceae) családjába tartozó nemzetség.

## Előfordulásuk
Az Acrodon-fajok természetes előfordulási területe kizárólag a Dél-afrikai Köztársaságban van.

## Rendszerezés
A nemzetségbe az alábbi 5 faj tartozik:
- Acrodon bellidiflorus (L.) N.E.Br. - típusfaj
- Acrodon caespitosus H.E.K.Hartmann
- Acrodon deminutus Klak
- Acrodon parvifolius du Plessis
- Acrodon subulatus (Mill.) N.E.Br.